# Horner (Familienname)
Horner ist ein englischer Familienname.

## Namensträger
- Alex Kapp Horner (* 1969), US-amerikanische Schauspielerin
- Anton Horner (1877–1971), österreichischer Hornist
- Carl Horner, US-amerikanischer Schauspieler und Spezialist für visuelle und Spezialeffekte
- Christian Horner (* 1973), britischer Rennfahrer und Team-Manager
- Christopher Horner (Regisseur) (* 1955), US-amerikanischer Anthropologe und Bühnenbildner
- Christopher Horner (* 1971), US-amerikanischer Radrennfahrer
- Chuck Horner (* 1936), General der US Air Force
- Craig Horner (* 1983), australischer Schauspieler
- Franz Horner (1936–2001), österreichischer Politikwissenschaftler
- Friedrich Horner (1800–1864), Schweizer Maler
- Georg Horner (* 1989), österreichischer Triathlet
- Hanspeter Horner (1956–2025), Schweizer Theaterregisseur
- Harry Horner (1910–1994), österreichischer Bühnen- und Szenenbildner
- Heinrich Zeller-Horner (1810–1897), Schweizer Maler, Zeichner und Fabrikant
- Heinz Horner (* 1938), deutscher Physiker
- Henry Horner (1879–1940), US-amerikanischer Politiker
- Hermann Horner (1892–um 1942), Opernsänger des Stimmfaches Bassbariton
- Jack Horner (Politiker) (1927–2004), kanadischer Politiker
- Jack Horner (Paläontologe) (* 1946), US-amerikanischer Paläontologe
- James Horner (1953–2015), US-amerikanischer Filmkomponist
- Johann Friedrich Horner (1831–1886), Schweizer Ophthalmologe
- Johann Kaspar Horner (1774–1834), Schweizer Astronom und Mathematiker
- John S. Horner (1802–1883), US-amerikanischer Politiker
- Josef Horner (1838–1915), österreichischer Beamter und Politiker
- Leonard Horner (1785–1864), schottischer Geologe und Sozialreformer
- Leopold Horner (1911–2005), deutscher Chemiker
- Liam Horner (1943–2003), irischer Radrennfahrer
- Lindsey Horner (* 1960), US-amerikanischer Jazzmusiker
- Matina Horner (* 1939), US-amerikanische Psychologin und Hochschullehrerin
- Max Horner (1881–1943), sudetendeutscher Philologe und Schriftsteller
- Mike Horner (* 1955), US-amerikanischer Pornodarsteller
- Nancy Horner (um 1925–1984), schottische Badmintonspielerin
- Nils Horner (1962–2014), schwedisch-britischer Journalist und Kriegsreporter
- Penelope Horner (* 1939), britische Schauspielerin
- Rebecca Horner (* 1989), österreichische Schauspielerin und Balletttänzerin
- Red Horner (1909–2005), kanadischer Eishockeyspieler
- Remigius Horner (vor 1690–nach 1732), österreichischer Baumeister, Altarbauer und Tischler
- Romuald Horner (1827–1901), Abt des Stiftes Sankt Peter (Salzburg)
- Suzanne Horner (* 1963), englische Squashspielerin
- Tim Horner (Musiker) (* 1956), US-amerikanischer Jazzmusiker
- Tim Horner (Wrestler) (* 1959), US-amerikanischer Wrestler
- Uschi Horner (* 1967), österreichische Regisseurin
- William George Horner (1786–1837), britischer Mathematiker
- Yvette Horner (1922–2018), französische Akkordeonistin